# Pogorzelica (Rewal)
Pour les articles homonymes, voir Pogorzelica.
Pogorzelica est une localité polonaise de la gmina rurale de Rewal, située dans le powiat de Gryfice en voïvodie de Poméranie-Occidentale. Elle se situe à environ 23 km au nord-ouest de la ville de Gryfice et 80 km au nord de la capitale régionale Szczecin.

## Géographie

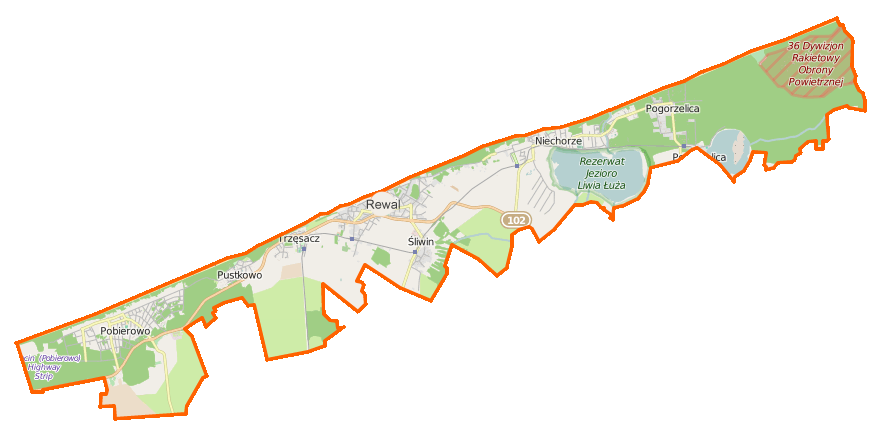
Carte de la gmina de Rewal.